# フィップス島
フィップス島（フィップスとう、フィプソーヤ、ノルウェー語: Phippsøya, 英語: Phipps Island）は、ノルウェー・スヴァールバル諸島の一部である七島群島にある無人島である。七等群島最大の島であり、島の名前は、イギリスの探検家コンスタンティン・ジョン・フィップスの名前からつけられた。最高点は465 mのトリグヴェ・グラン山。